# Fusione alcalina
La fusione alcalina è un metodo di preparazione eseguito su campioni di materiale che saranno sottoposti a determinate analisi di laboratorio. Il processo consiste nel portare ad elevate temperature una sostanza (solitamente un minerale) per scomporlo nei suoi costituenti principali; la denominazione "alcalina" deriva dal fatto che la reazione avviene in presenza di sostanze basiche (alcali) dette fondenti (es. Carbonato di sodio).
Fusioni alcaline a basse temperature possono essere utilizzate per la sintesi di composti organici. Molto comune è l'utilizzo di questo metodo per la produzione del fenolo a partire dall'acido benzensolfonico o dal clorobenzene in ambiente alcalinizzato con NaOH, portato a temperatura e successivamente acidificato.